# 白尾星额蜂鸟
白尾星额蜂鸟（学名：Coeligena phalerata），是雨燕目蜂鸟科的一种鸟类。
白尾星额蜂鸟体重约6.1克，翼长约70.7毫米，嘴峰长约33.4毫米，喙宽度约1.8毫米，喙厚度约2毫米，跗蹠长约5.9毫米，尾长约44毫米。白尾星额蜂鸟在其分布区内为留鸟，其栖息在密集的高大树木组成的森林中，食性为草食性，主要食物来源是植物的花蜜。
白尾星额蜂鸟分布于哥伦比亚东北部的圣玛尔塔内华达山脉。该物种是单型物种，没有亚种分化。